# Serie A de México
La Serie A de México, antes llamada Liga Premier de Ascenso de México, es el torneo de tercer nivel de fútbol profesional dentro del sistema de ligas de fútbol en México. Fue creada en la segunda mitad del año 2008, con la participación y aprobación de los dueños de los equipos de Segunda y Tercera División, siendo junto a la Serie B parte de la Segunda División de México.

## Historia
Esta liga nació en el torneo Apertura 2008 con el nombre de Liga Premier de Ascenso, cuando la Federación Mexicana de Fútbol con la aprobación de los presidentes de los equipos, tanto de Segunda como de Tercera División, decidió modificar el formato de la Segunda División repartiendo el número de equipos en dos divisiones, la Liga Premier de Ascenso y la Liga de Nuevos Talentos. 
Entre el Apertura 2015 y el Clausura 2018, los 18 equipos de la Primera División participaron en esta división con un equipo filial, los cuales no tenían derecho al ascenso. Para la temporada 2018-19, 12 de los clubes filiales se retiraron de la categoría.
En 2017 el formato se volvió a modificar, el torneo en general pasó de ser llamado Segunda División a Liga Premier, mientras que la Liga Premier de Ascenso se transformó en Serie A y la Liga de Nuevos Talentos en Serie B. 
En 2018 se reestructuró el formato de la competencia, se eliminaron los dos torneos cortos anuales y pasó a disputarse un campeonato por temporada. Para la temporada 2021-2022 la liga volvió a cambiar su formato de competencia y se recuperaron los dos torneos por temporada. Sin embargo el formato implementado en 2021 tendría una corta duración, ya que para el ciclo 2023-2024 la liga regresó al formato de un torneo por temporada con liguilla.Un año más tarde, para el ciclo 2024-25, estos cambios volvieron a ser revertidos, regresando al sistema de dos torneos por temporada. De nueva cuenta para la temporada 2025-26 se volvió al formato de torneo largo.

## Sistema de competencia
En la Serie A están inscritos los clubes de la Segunda División que tengan la mejor infraestructura económica y deportiva para competir por el ascenso. Cuenta con 41 equipos divididos en dos grupos de 14 y uno de 13 equipos, de los cuales, califican a la liguilla los cuatro mejores equipos de cada grupo, además del mejor quinto clasificado, sin embargo, solamente los líderes de cada sector entrarán directamente a las semifinales, mientras que el resto de clubes clasificados a la fase final deberán jugar desde la etapa de reclasificación. El campeón de la temporada ascenderá a la Liga de Expansión en caso de que cumpla los requisitos mínimos para competir en la categoría a través de la obtención de la llamada Licencia Plus.
Entre 2015 y 2018 compitieron los 18 equipos de Liga MX con un equipo filial, estos disputaban su propia liguilla sin derecho a ascenso. Entre 2018 y 2019 permanecieron únicamente seis clubes filiales, mientras que a partir de 2019 solo continuaron dos y se integraron en el grupo de promoción, finalmente en 2020 solo permaneció una filial de Liga MX, la cual desapareció al finalizar la temporada. De igual manera en la temporada 2022-2023 participó un club filial del máximo circuito, aunque solo permaneció participando durante ese ciclo.

## Equipos participantes (temporada 2025-26)
Lista de equipos participantes para la temporada 2025-26, dada conocer el 31 de julio de 2025.

### Grupo 1
| Equipo               | Entrenador         | Ciudad                         | Fundación      | Estadio                      | Capacidad | Filial               |
| -------------------- | ------------------ | ------------------------------ | -------------- | ---------------------------- | --------- | -------------------- |
| ACF Zapotlanejo      | Arturo Magaña      | Zapotlanejo, Jalisco           | 2016 (9 años)  | Miguel Hidalgo               | 2 000     |                      |
| Cimarrones de Sonora | Valentín Arredondo | Hermosillo, Sonora             | 2013 (12 años) | Héroe de Nacozari            | 18 747    |                      |
| Colima F.C.          | Sergio Bueno       | Colima, Colima                 | 2020 (5 años)  | Colima                       | 12 000    |                      |
| Durango              | Gastón Obledo      | Durango, Durango               | 1997 (28 años) | Francisco Zarco              | 18 000    |                      |
| Ensenada F.C.        | Alfonso Loera      | Ensenada, Baja California      | 2025 (0 años)  | U.D. Raúl Ramírez Lozano     | 7 600     |                      |
| Guerreros de Autlán  | Sergio Díaz        | Autlán, Jalisco                | 2002 (23 años) | Unidad Deportiva Chapultepec | 1 500     |                      |
| La Piedad            | Arturo Espinoza    | La Piedad, Michoacán           | 1951 (73 años) | Juan N. López                | 13 356    |                      |
| Leones Negros "B"    | Jairo González     | Zapopan, Jalisco               | 2013 (11 años) | Club Deportivo U. de G.      | 3 000     | Leones Negros UDG    |
| Los Cabos United     | Edson Alvarado     | Los Cabos, Baja California Sur | 2022 (3 años)  | Complejo Deportivo Don Koll  | 3 500     |                      |
| Mineros de Fresnillo | Isaac Martínez     | Fresnillo, Zacatecas           | 2007 (18 años) | Minera Fresnillo             | 6 000     | Mineros de Zacatecas |
| Tecos                | Jesús Chávez       | Zapopan, Jalisco               | 1971 (54 años) | Tres de Marzo                | 18 779    |                      |
| Tigres de Álica      | Ricardo Jiménez    | Tepic, Nayarit                 | 2021 (4 años)  | Nicolás Álvarez Ortega       | 12 495    |                      |
| Tritones Vallarta    | Juan Pablo Alfaro  | Puerto Vallarta, Jalisco       | 2021 (4 años)  | Canchas Curiel               | 1 000     |                      |
| UAZ                  | Rubén Hernández    | Zacatecas, Zacatecas           | 1990 (35 años) | Carlos Vega Villalba         | 20 737    |                      |

### Grupo 2
| Equipo            | Entrenador          | Ciudad                       | Fundación      | Estadio                               | Capacidad | Filial           |
| ----------------- | ------------------- | ---------------------------- | -------------- | ------------------------------------- | --------- | ---------------- |
| Atlético Hidalgo  | Fausto Pinto        | Jasso, Hidalgo               | 1996 (28 años) | 10 de diciembre                       | 7 761     | C.F. Pachuca     |
| Calor             | Enrique Garza       | Reynosa, Tamaulipas          | 2001 (23 años) | Reynosa                               | 15 000    |                  |
| C.D. Chilpancingo | Sebastián Lencina   | Chilpancingo, Guerrero       | 1988 (37 años) | General Vicente Guerrero              | 5 000     |                  |
| Ciervos F.C.      | Arturo Viche        | Chalco, Estado de México     | 2017 (8 años)  | Roberto González Velasquez            | 3 217     |                  |
| Cordobés F.C.     | Francisco Flores    | Cuautitlán, Estado de México | 2022 (3 años)  | Los Pinos                             | 5 000     |                  |
| Gavilanes         | Juan Carlos Montiel | Matamoros, Tamaulipas        | 2011 (13 años) | El Hogar                              | 22 000    |                  |
| Halcones F.C.     | José Roberto Muñoz  | Uruapan, Michoacán           | 2020 (5 años)  | Unidad Deportiva Hermanos López Rayón | 5 000     |                  |
| Lobos ULMX        | Aquivaldo Mosquera  | Celaya, Guanajuato           | 2021 (4 años)  | Miguel Alemán Valdés                  | 23 182    |                  |
| Real Apodaca      | Ricardo Rayas       | Apodaca, Nuevo León          | 2023 (2 años)  | Centenario del Ejército Mexicano      | 2 000     |                  |
| Santiago F.C.     | Martín Moreno       | Santiago, Nuevo León         | 2017 (8 años)  | La Capilla Soccer Park                | 1 000     |                  |
| Sporting Canamy   | Juan Carlos Rico    | Oaxtepec, Morelos            | 2003 (21 años) | Centro Vacacional IMSS                | 9 000     |                  |
| UAT               | Jorge Dimas         | Ciudad Victoria, Tamaulipas  | 1995 (30 años) | Prof. Eugenio Alvizo Porras           | 5 000     | Correcaminos UAT |
| Zacatepec         | Rowan Vargas        | Xochitepec, Morelos          | 1948 (77 años) | Mariano Matamoros                     | 18 000    |                  |
| Zitácuaro         | Mario Alberto Trejo | Zitácuaro, Michoacán         | 1995 (30 años) | Ignacio López Rayón                   | 10 000    |                  |

### Grupo 3
| Equipo                 | Entrenador         | Ciudad                             | Fundación      | Estadio                         | Capacidad | Filial      |
| ---------------------- | ------------------ | ---------------------------------- | -------------- | ------------------------------- | --------- | ----------- |
| Cañoneros F.C.         | Efrén Hernández    | Xalapa, Veracruz                   | 2012 (13 años) | Universidad Anáhuac Xalapa      | 1 000     |             |
| Celaya F.C.            | Luis Fernando Soto | Celaya, Guanajuato                 | 1954 (71 años) | Miguel Alemán Valdés            | 23 182    | Celaya F.C. |
| Chapulineros de Oaxaca | Jonathan Estrada   | San Jerónimo Tlacochahuaya, Oaxaca | 1983 (42 años) | Independiente MRCI              | 6 000     |             |
| Deportiva Venados      | Alfredo García     | Tamanché, Yucatán                  | 2014 (11 años) | Alonso Diego Molina             | 2 500     |             |
| Dragones Toluca        | Manuel Garduño     | Zinacantepec, Estado de México     | 2022 (3 años)  | Unidad Cultural Sección 17 SNTE | 1 000     |             |
| Héroes de Zaci         | Edgar Martínez     | Texcoco, Estado de México          | 2015 (10 años) | Municipal Claudio Suárez        | 5 000     |             |
| Inter Playa            | Nicolás Burtovoy   | Playa del Carmen, Quintana Roo     | 1999 (26 años) | Mario Villanueva Madrid         | 7 500     |             |
| Jaguares F.C.          | Paco Ramírez       | Tuxtla Gutiérrez, Chiapas          | 2002 (23 años) | Víctor Manuel Reyna             | 29 001    |             |
| Montañeses             | Víctor Medina      | Orizaba, Veracruz                  | 2021 (4 años)  | Socum                           | 7 000     |             |
| Neza F.C.              | Marco Gamiño       | Nezahualcóyotl, Estado de México   | 1991 (34 años) | Municipal Claudio Suárez        | 5 000     |             |
| Pioneros de Cancún     | Jorge Salas        | Cancún, Quintana Roo               | 1984 (41 años) | Cancún 86                       | 6 390     |             |
| Racing de Veracruz     | Marco Angulo       | Boca del Río, Veracruz             | 2023 (2 años)  | Unidad Deportiva Hugo Sánchez   | 2 500     |             |
| Tapachula F.C.         | Diego Mazariegos   | Tapachula, Chiapas                 | 2023 (1 años)  | Olímpico de Tapachula           | 21 010    |             |

## Historial
| Torneo             | Campeón                                             | Subcampeón                                          | Descendió de Liga de Expansión                      | Ascendió a Serie A                                          | Descendió a Serie B                                 | Campeón de Filiales                                 |
| ------------------ | --------------------------------------------------- | --------------------------------------------------- | --------------------------------------------------- | ----------------------------------------------------------- | --------------------------------------------------- | --------------------------------------------------- |
| Apertura 2008      | Mérida                                              | Universidad de Colima                               | X                                                   | X                                                           | X                                                   | No disputado                                        |
| Clausura 2009      | Universidad del Fútbol                              | Dorados (Los Mochis)                                | Jaguares (Tapachula)                                | América Coapa Héroes                                        | Atlético Lagunero Cachorros (León)                  | No disputado                                        |
| Apertura 2009      | Universidad del Fútbol                              | Altamira                                            | X                                                   | X                                                           | X                                                   | No disputado                                        |
| Bicentenario 2010  | Universidad del Fútbol                              | Chivas Rayadas                                      | No hubo descenso                                    | Universidad Autónoma de Tamaulipas Patriotas                | X                                                   | No disputado                                        |
| Independencia 2010 | Celaya                                              | Tampico-Madero                                      | X                                                   | X                                                           | X                                                   | No disputado                                        |
| Revolución 2011    | Chivas Rayadas                                      | Bravos                                              | No hubo descenso                                    | Cachorros (León) Vaqueros                                   | Águilas Reales                                      | No disputado                                        |
| Apertura 2011      | Titanes                                             | Tecamachalco                                        | X                                                   | X                                                           | X                                                   | No disputado                                        |
| Clausura 2012      | Titanes                                             | Tecamachalco                                        | No hubo descenso                                    | Estudiantes Real Cuautitlán                                 | Ébano                                               | No disputado                                        |
| Apertura 2012      | Murciélagos                                         | Deportivo Tepic                                     | X                                                   | X                                                           | X                                                   | No disputado                                        |
| Clausura 2013      | Galeana                                             | Unión de Curtidores                                 | Pumas Morelos                                       | Durango Poblado Miguel Alemán                               | Promesas Excélsior                                  | No disputado                                        |
| Apertura 2013      | Linces                                              | Universidad de Colima                               | X                                                   | X                                                           | X                                                   | No disputado                                        |
| Clausura 2014      | Atlético Coatzacoalcos                              | Unión de Curtidores                                 | Zacatepec                                           | Pioneros Tuzos Pachuca                                      | Patriotas Universidad Autónoma de Tamaulipas        | No disputado                                        |
| Apertura 2014      | Universidad Autónoma del Estado de México           | Cimarrones                                          | X                                                   | X                                                           | X                                                   | No disputado                                        |
| Clausura 2015      | Universidad de Colima                               | Cruz Azul (Hidalgo)                                 | No hubo descenso                                    | Mineros (Fresnillo) Uruapan                                 | Atlético Veracruz                                   | No disputado                                        |
| Apertura 2015      | Universidad Autónoma del Estado de México           | Tlaxcala                                            | X                                                   | X                                                           | X                                                   | Tigres Premier                                      |
| Clausura 2016      | Tampico-Madero                                      | Murciélagos                                         | No hubo descenso                                    | Real Zamora U de G "B"                                      | Petroleros                                          | UNAM Premier                                        |
| Apertura 2016      | Tlaxcala                                            | Irapuato                                            | X                                                   | X                                                           | X                                                   | Querétaro Premier                                   |
| Clausura 2017      | Tlaxcala                                            | Irapuato                                            | Universidad de Colima                               | Yalmakan F.C. Tecos                                         | Titanes Saltillo                                    | América Premier                                     |
| Apertura 2017      | Club Tepatitlán                                     | Irapuato                                            | X                                                   | X                                                           | X                                                   | Toluca Premier                                      |
| Clausura 2018      | Universidad de Colima                               | La Piedad                                           | Murciélagos                                         | Yalmakan F.C. Acatlán                                       | No hubo descenso                                    | Necaxa Premier                                      |
| 2018-2019          | Universidad de Colima                               | UAZ                                                 | No hubo descenso                                    | Marina Deportivo Cafessa                                    | No hubo descenso                                    | UNAM Premier                                        |
| 2019-2020          | Torneo cancelado debido a la pandemia del COVID-19. | Torneo cancelado debido a la pandemia del COVID-19. | Torneo cancelado debido a la pandemia del COVID-19. | Torneo cancelado debido a la pandemia del COVID-19.         | Torneo cancelado debido a la pandemia del COVID-19. | Torneo cancelado debido a la pandemia del COVID-19. |
| 2020-2021          | Irapuato                                            | Cruz Azul Hidalgo                                   | No hubo descenso                                    | Fuertes de Fortín Club RC-1128                              | No hubo descenso                                    | No disputado                                        |
| Apertura 2021      | Durango                                             | Inter Playa                                         | X                                                   | X                                                           | X                                                   | No disputado                                        |
| Clausura 2022      | Mazorqueros                                         | Cafetaleros de Chiapas                              | No hubo descenso                                    | Aguacateros CDU Deportiva Venados                           | No hubo descenso                                    | No disputado                                        |
| Apertura 2022      | UAZ                                                 | Tampico Madero                                      | X                                                   | X                                                           | X                                                   | Pachuca Premier                                     |
| Clausura 2023      | Tampico Madero                                      | Inter Playa                                         | No hubo descenso                                    | Aguacateros de Peribán Atlético Aragón Alebrijes "B"        | No hubo descenso                                    | Pachuca Premier                                     |
| 2023-2024          | Tampico Madero                                      | Los Cabos United                                    | No hubo descenso                                    | Aguacateros CDU Faraones de Texcoco Acatlán Tigres de Álica | No hubo descenso                                    | Cimarrones Premier                                  |
| Apertura 2024      | Aguacateros de Peribán                              | Irapuato                                            | X                                                   | X                                                           | X                                                   | Aguacateros CDU                                     |
| Clausura 2025      | Irapuato                                            | Aguacateros de Peribán                              | No hubo descenso                                    | TBA                                                         | No hubo descenso                                    | Correcaminos Premier                                |

## Campeonatos por club
| Equipo                  | Títulos | Subtítulos | Años Campeón                                    | Años Subcampeón                                            |
| ----------------------- | ------- | ---------- | ----------------------------------------------- | ---------------------------------------------------------- |
| Universidad de Colima   | 3       | 2          | Clausura 2015, Clausura 2018, 2018-2019         | Apertura 2008, Apertura 2013                               |
| Tampico Madero          | 3       | 2          | Clausura 2016, Clausura 2023, 2023-2024         | Independencia 2010, Apertura 2022                          |
| Universidad del Fútbol  | 3       | -          | Clausura 2009, Apertura 2009, Bicentenario 2010 | -                                                          |
| Irapuato                | 2       | 4          | 2020-2021, Clausura 2025                        | Apertura 2016, Clausura 2017, Apertura 2017, Apertura 2024 |
| Tlaxcala                | 2       | 1          | Apertura 2016, Clausura 2017                    | Apertura 2015                                              |
| UA del Estado de México | 2       | -          | Apertura 2014, Apertura 2015                    | -                                                          |
| Titanes                 | 2       | -          | Apertura 2011, Clausura 2012                    |                                                            |
| Murciélagos             | 1       | 1          | Apertura 2012                                   | Clausura 2016                                              |
| Chivas Rayadas          | 1       | 1          | Revolución 2011                                 | Bicentenario 2010                                          |
| Aguacateros de Peribán  | 1       | 1          | Apertura 2024                                   | Clausura 2025                                              |
| UAZ                     | 1       | 1          | Apertura 2022                                   | 2018-2019                                                  |
| Mazorqueros             | 1       | -          | Clausura 2022                                   |                                                            |
| Durango                 | 1       | -          | Apertura 2021                                   |                                                            |
| Tepatitlán              | 1       | -          | Apertura 2017                                   | -                                                          |
| Atlético Coatzacoalcos  | 1       | -          | Clausura 2014                                   | -                                                          |
| Linces                  | 1       | -          | Apertura 2013                                   | -                                                          |
| Galeana                 | 1       | -          | Clausura 2013                                   | -                                                          |
| Celaya                  | 1       | -          | Independencia 2010                              | -                                                          |
| Mérida                  | 1       | -          | Apertura 2008                                   | -                                                          |
| Inter Playa             | -       | 2          | -                                               | Apertura 2021, Clausura 2023                               |
| Cruz Azul Hidalgo       | -       | 2          | -                                               | Clausura 2015, 2020-2021                                   |
| Unión de Curtidores     | -       | 2          | -                                               | Clausura 2013, Clausura 2014                               |
| Tecamachalco            | -       | 2          | -                                               | Apertura 2011, Clausura 2012                               |
| Los Cabos United        | -       | 1          | -                                               | 2023-2024                                                  |
| Cafetaleros de Chiapas  | -       | 1          | -                                               | Clausura 2022                                              |
| La Piedad               | -       | 1          | -                                               | Clausura 2018                                              |
| Cimarrones              | -       | 1          | -                                               | Apertura 2014                                              |
| Deportivo Tepic         | -       | 1          | -                                               | Apertura 2012                                              |
| Bravos                  | -       | 1          | -                                               | Revolución 2011                                            |
| Altamira                | -       | 1          | -                                               | Apertura 2009                                              |
| Dorados (Los Mochis)    | -       | 1          | -                                               | Clausura 2009                                              |